# 'Ndrina Valle
I Valle (detto anche "clan Valle-Lampada") sono un clan della 'ndrangheta insediatosi tra Vigevano e Cisliano dagli anni '80. Originari di Reggio Calabria, alleati dei Lampada e legati ai De Stefano, sono attivi nel settore immobiliare, gioco d'azzardo e nella ristorazione.

## Storia
In seguito alla prima guerra di 'ndrangheta degli anni '70, in cui erano schierati con i De Stefano, i Valle si trasferiscono al nord, a Vigevano, in provincia di Pavia, per poi negli anni Novanta estendersi nella periferia sud-ovest di Milano.
Il 14 gennaio 1992 la famiglia Valle viene arrestata e nel 1993 il boss Francesco Valle viene condannato a 9 anni di carcere insieme al figlio Fortunato (7 anni) e ad altri membri della famiglia.
Nel 2001 aprono una attività di ristorazione per guadagnare "soldi puliti" alla Masseria di Cisliano, poco fuori Milano.
La Masseria è un bene confiscato al clan 'ndranghetista Valle-Lampada, assegnato definitivamente in data 14/06/2021 al Comune di Cisliano per un riutilizzo sociale.
In tale data sono anche iniziati numerosi "atti vandalici": rimozione delle cancellate e delle tegole dal tetto, distruzione degli impianti, allagamento degli appartamenti e altri numerosi danni, per un ammontare di circa mezzo milione di euro.
A fronte di tali atti, dopo che il Comune di Cisliano e l'associazione Libera avevano più volte segnalato la situazione al Tribunale di Milano, in occasione del Consiglio Comunale aperto del 21 aprile 2015 (al quale hanno preso parte anche Libera e Caritas), è stato votato all'unanimità l'impegno dell'Amministrazione a ottenere risposte dall'Agenzia Nazionale dei Beni Sequestrati e Confiscati e proteggere il bene da ulteriori atti di vandalismo.
Sulla base di questo impegno, il 13 maggio 2015 viene avviato da Libera, Caritas e Comune un presidio permanente di legalità: un susseguirsi di volontari che giorno e notte hanno presidiato la struttura, impedendo danni ulteriori; riuscendo il 25 maggio 2015 (dopo 12 giorni) a sbloccare la situazione di immobilismo e spingere finalmente l'Agenzia Nazionale dei Beni Sequestrati e Confiscati ad autorizzare nell'immediato la possibilità di stipulare un comodato d'uso gratuito per rendere immediatamente disponibile il bene alla collettività di Cisliano.
In data 15/06/2021 è finalmente arrivato il decreto di assegnazione definitiva al Comune di Cisliano.
Ora l'impegno prosegue, perché questo bene comune possa essere finalmente riutilizzato per scopi sociali ai sensi della Legge 109/1996.
Nel 2009 Leonardo Valle, figlio del boss Francesco, si candida alle elezioni comunali di Cologno Monzese, ma non viene eletto.
Avrebbero voluto entrare nell'affare Expo grazie a una discoteca a Pero della quale era loro intenzione richiederne la licenza.

## Esponenti
- Francesco "don Ciccio" Valle (1938), capobastone in carcere dal 2010, condannato a 24 anni di carcere. Deceduto (febbraio 2025)
- Fortunato Valle, condannato a 24 anni di carcere nel 2012.
- Leonardo Valle, arrestato il 30 novembre 2011.
- Leone Lucisano
- Fortunato Pellicanò, 1º marito di Angela Valle, condannato per omicidio. Deceduto (ottobre 2024)
- Santo Pellicanò, figlio di Angela Valle, condannato a 7 anni nel luglio 2012.
- Angela Valle, condannata a 15 anni e sei mesi nel luglio 2012.
- Spagnuolo Antonio Domenico, marito di Angela Valle, condannato a 16 anni nel luglio 2012.
- Paolo Bertelli
- Ferreri Maria Teresa, 1ª moglie di Fortunato Valle, condannata a 8 anni nel luglio 2012.
- Maria Valle, nipote del boss, condannata a 7 anni nel luglio 2012.
- Giuliano Roncon, figlio di M. T. Ferreri, condannato a 7 anni.
- Francesco Lampada, marito di Maria Valle, condannato a 10 anni nel luglio 2012.
- Giulio Lampada

## Fatti recenti
- Il 1º luglio 2010 vengono arrestati a Milano 15 membri dei Valle accusati di estorsione nei confronti di imprenditori e sequestrati 138 immobili e conti correnti del valore di 8 milioni di euro[7].
- Il 30 novembre 2011 si conclude un altro filone dell'operazione Infinito in cui viene arrestata Maria, figlia di Francesco Valle e moglie di Francesco Lampada accusati di concorso esterno in associazione mafiosa e rivelazione di segreto d'ufficio[8]. Vengono arrestati anche il giudice Vincenzo Giglio, l'avvocato Vincenzo Minasi, Francesco Morelli (componente del Consiglio regionale della Calabria), i fratelli Francesco e Giulio Giuseppe Lampada (imprenditori legati al clan Valle, trapiantato in Lombardia) e il maresciallo capo della Guardia di Finanza Luigi Mongelli[9].
- Il 27 gennaio 2012 la squadra mobile di Milano arresta 5 persone, di cui 3 membri della guardia di finanza che proteggevano il clan Valle-Lampada[10].
- Il 21 luglio 2012 vengono dichiarati colpevoli gli 11 affiliati ai Valle più un imprenditore e un architetto, la pena più vanno a Francesco e Fortunato Valle con 24 anni di carcere. Gli vengono confiscati anche i numerosi beni che possedevano tra Calabria e Lombardia[2].